# 11458 Rosemarypike
11458 Rosemarypike este o planetă minoră (asteroid), cu un diametru de 7,901 km, din centura de asteroizi. A fost descoperită pe 1 martie 1981 la Observatorul Siding Spring de Schelte J. Bus și a fost numită după Rosemary E. Pike⁠(d). 
Obiectul prezintă o orbită caracterizată de o semiaxă mare de 3,0260947 UAi, o excentricitate de 0,13, o înclinație de 8,91117 ° în raport cu ecliptica.